# Zeptogramo
El zeptogramo es la unidad de masa equivalente a una milésima de la trillonésima parte de un gramo. Su símbolo es zg (en letras minúsculas). 
Hay coenzimas orgánicas y moléculas inorgánicas con masas de este orden.
1 zg = 1x10-21 g

## Otras equivalencias
1 kg = 1024 zg
1 ag = 1000 zg
1 yg = 0,001 zg